# Kazimierz Barcikowski

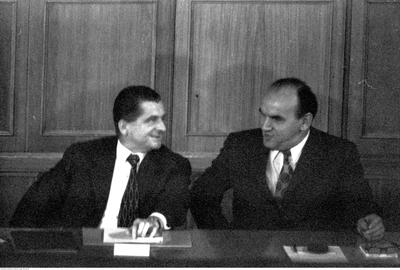
Kazimierz Barcikowski (z lewej) i Józef Kępa w prezydium I Krajowej Konferencji PZPR, Warszawa, październik 1973

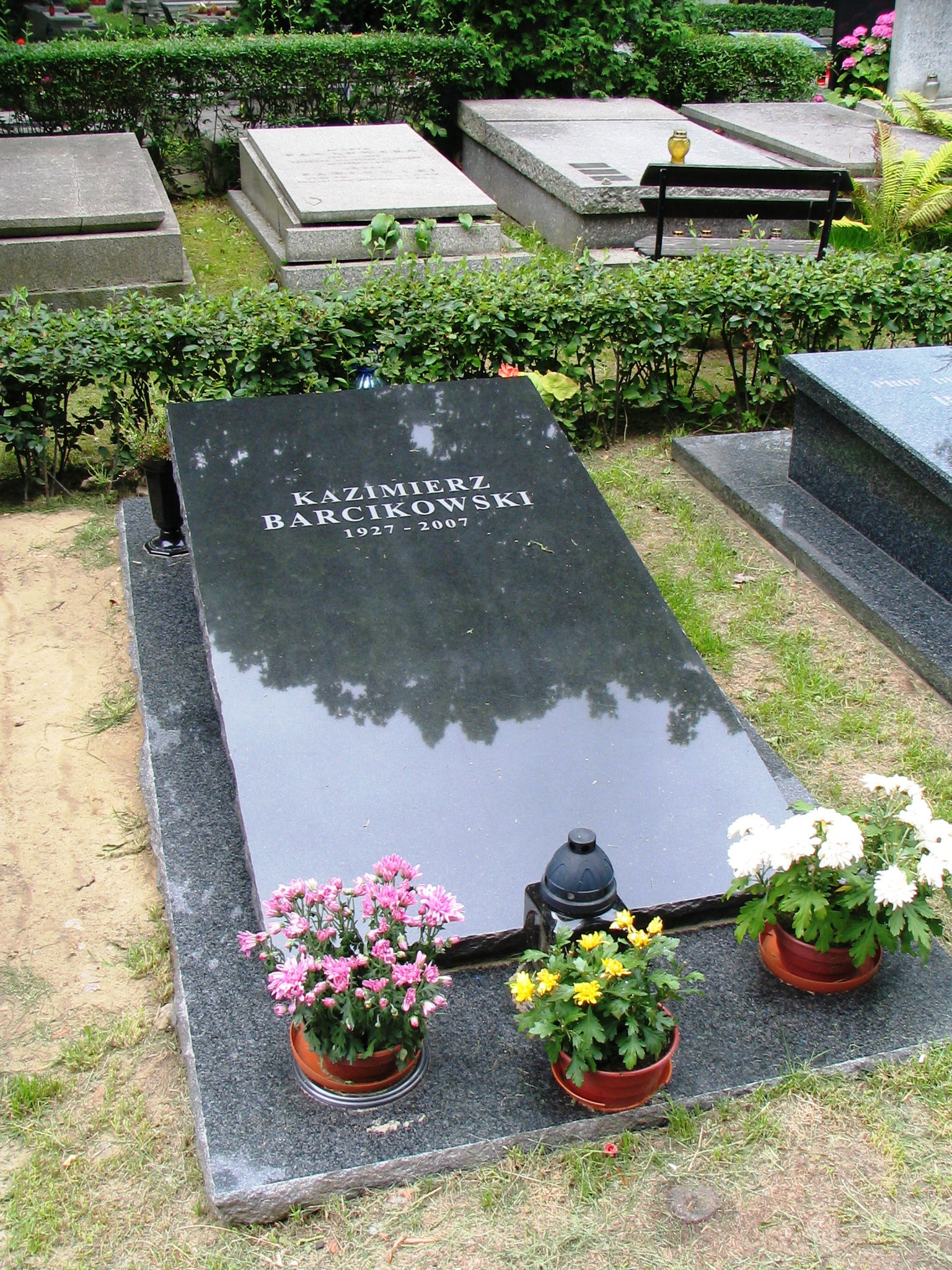
Grób Kazimierza Barcikowskiego na Cmentarzu Wojskowym na Powązkach w Warszawie, 23 lipca 2008

Kazimierz Barcikowski (ur. 22 marca 1927 w Zglechowie, zm. 10 lipca 2007 w Warszawie) – polski polityk, działacz partii ludowych oraz PZPR. Członek Biura Politycznego KC PZPR (1980–1989), zastępca przewodniczącego Rady Państwa (1985–1989), wiceprezes Rady Ministrów, minister rolnictwa, poseł na Sejm PRL IV, V, VI, VII, VIII i IX kadencji, z wykształcenia inżynier agronom i ekonomista. Budowniczy Polski Ludowej.

## Życiorys
Syn Jana i Stefanii. Podczas II wojny światowej walczył w Armii Krajowej. W 1949 ukończył Wyższą Szkołę Gospodarstwa Wiejskiego w Łodzi (otrzymał tytuł inżyniera agronoma), w 1966 uzyskał stopień doktora nauk ekonomicznych w Wyższej Szkole Nauk Społecznych przy KC PZPR.
W 1946 przystąpił do Związku Młodzieży Wiejskiej RP Wici, a później do Związku Młodzieży Polskiej. Był kierownikiem organizacyjnym zarządu wojewódzkiego Wici (1947–1948) i ZMP (1948–1949) w Łodzi. Pełnił funkcję wiceprzewodniczącego Zarządu Wojewódzkiego ZMP w Bydgoszczy, a następnie do 1957 sekretarza i wiceprzewodniczącego zarządu głównego ZMP. Od 1957 do 1960 wiceprzewodniczący zarządu głównego Związku Młodzieży Wiejskiej, a w latach 1963–1965 przewodniczący.
Należał do Stronnictwa Ludowego i Zjednoczonego Stronnictwa Ludowego. Od 1954 członek Polskiej Zjednoczonej Partii Robotniczej. W latach 1954–1956 był zastępcą redaktora naczelnego Państwowego Wydawnictwa „Iskry”. Obył studia doktoranckie w Wyższej Szkole Nauk Społecznych przy KC PZPR. W latach 1965–1968 zastępca kierownika Wydziału Organizacyjnego KC, jednocześnie redaktor naczelny pisma „Życie Partii”. W latach 1964–1968 zastępca członka Komitetu Centralnego PZPR, w latach 1968–1990 członek KC, w latach 1971–1980 zastępca członka Biura Politycznego KC, a w latach 1980–1989 członek Biura Politycznego. Od 1968 do 1970 był I sekretarzem Komitetu Wojewódzkiego w Poznaniu, w latach 1970–1974 i 1980–1985 sekretarzem KC, a w latach 1977–1980 I sekretarzem Komitetu Krakowskiego oraz przewodniczącym Prezydium Wojewódzkiej Rady Narodowej.
W latach 1974–1977 minister rolnictwa i członek Prezydium Rządu, w 1980 objął urząd wiceprezesa Rady Ministrów. W okresie 1980–1985 członek, a 1985–1989 zastępca przewodniczącego Rady Państwa. Pełnił mandat poselski na Sejm PRL IV, V, VI, VII, VIII i IX kadencji (1965–1989), w latach 1980–1985 przewodniczący Klubu Poselskiego PZPR w Sejmie VIII kadencji. W 1980 został przedstawicielem Polski w Komitecie Wykonawczym Rady Wzajemnej Pomocy Gospodarczej, w tym samym roku również został współprzewodniczącym Komisji Wspólnej Rządu i Episkopatu. 
Przewodniczył komisji rządowej prowadzącej negocjacje z Międzyzakładowym Komitetem Strajkowym w Szczecinie w sierpniu 1980. Złożył podpis pod porozumieniem między rządem a Międzyzakładowym Komitetem Strajkowym, którego przewodniczącym w Szczecinie był Marian Jurczyk. Zawierało ono zgodę na powstanie niezależnych związków zawodowych. W latach 1981–1983 był członkiem Komisji KC PZPR powołanej dla wyjaśnienia przyczyn i przebiegu konfliktów społecznych w dziejach Polski Ludowej. 2 września 1982 na mocy decyzji Biura Politycznego KC PZPR wszedł w skład Komitetu Honorowego uroczystości żałobnych Władysława Gomułki.
W 1986 stanął na czele Ogólnopolskiego Komitetu Grunwaldzkiego, który działał do 1989. W 1989 przez kilka miesięcy był prezesem Naczelnej Rady Spółdzielczej.
Pochowany na Cmentarzu Wojskowym na Powązkach w Warszawie (kwatera 31B-tuje-15).

## Wybrane ordery i odznaczenia
- Order Budowniczych Polski Ludowej (1977)[6]
- Order Sztandaru Pracy I klasy
- Order Sztandaru Pracy II klasy
- Krzyż Oficerski Orderu Odrodzenia Polski (1964)[7]
- Złoty Krzyż Zasługi (1955)[8]
- Medal 10-lecia Polski Ludowej (1955)[9]
- Medal 30-lecia Polski Ludowej (1974)[10]
- Medal 40-lecia Polski Ludowej (1984)
- Złoty Medal „Za zasługi dla obronności kraju”
- Srebrny Medal „Za zasługi dla obronności kraju”
- Brązowy Medal „Za zasługi dla obronności kraju”
- Złota honorowa odznaka Związku Młodzieży Wiejskiej (1966)[11]
- Odznaczenie im. Ignacego Solarza (1988)[12]
- Odznaka 1000-lecia Państwa Polskiego (1966)[13]
- Specjalny medal pamiątkowy miasta Krakowa (1985, nadany przez prezydium Społecznego Komitetu Odnowy Zabytków Krakowa)[14]
- Odznaka honorowa „Za zasługi w rozwoju województwa poznańskiego” (1963)[15]
- Order Przyjaźni Narodów (ZSRR, 1987, „za wkład w rozwój przyjaźni i współpracy między Polską a Związkiem Radzieckim”)[16]
- Medal jubileuszowy „Trzydziestolecia zwycięstwa w Wielkiej Wojnie Ojczyźnianej 1941–1945” (ZSRR, 1975)[17]
- Medal jubileuszowy „Czterdziestolecia zwycięstwa w Wielkiej Wojnie Ojczyźnianej 1941–1945” (ZSRR, 1985)[18]
- Medal 90-lecia urodzin Georgi Dymitrowa (Bułgaria, 1972)[19]
- Jubileuszowy Medal 100. Rocznicy Urodzin Georgi Dymitrowa (Bułgaria, 1983)[20]
- Medal 30-lecia wyzwolenia Czechosłowacji przez Armię Radziecką (Czechosłowacja, 1975)[21]
- Order Złotej „Gwiazdy Przyjaźni między Narodami” (Niemiecka Republika Demokratyczna, 1986, nadany przez przywódcę NRD Ericha Honeckera „w uznaniu zasług w dziedzinie umacniania pokoju, przyjaźni i współpracy między narodami”)[22]